# アルクイユ
アルクイユ （Arcueil、フランス語発音: [aʁkœj]）はフランス中央部、イル＝ド＝フランス地域圏のヴァル＝ド＝マルヌ県のコミューン。アルクイユ・エ・カシャン水道橋 (fr:Aqueducs d'Arcueil et de Cachan) で有名である。アルクイユの水道橋はアルマン・ギヨマンによって描かれている。

## 名称
アルクイユという地名は1073年にラテン語で「in pago Arcolei」（アルクイユの村で）として初出する。フランス語での初出は1265年の「en la ville d'Arcuel」（アルクイユの村で）である。
アルクイユという名前はラテン語でアーチを意味するarcusにガリア語の接尾辞 ialo（村、土地）を加えたもので、「アーチの場所」を意味し、水道に関連した名称である。カシャン水道は1757年の地図にまだ描かれていた。

## 地理
ビエーヴル川が流れ、パリから約2kmの地点にある。
2010年時点で面積の90%が市街地で、そのうち約45%が公営住宅である。数十年にわたる都市化の進行で、レンガ造りやコンクリート建築といった新旧様々な様式の建築物が乱立している。

## 交通
- 道路 - A6、高速道路N20
- 鉄道 - RER B線ラプラス駅（Laplace）、アルクイユ＝カシャン駅（Arcueil-Cachan）

## 観光

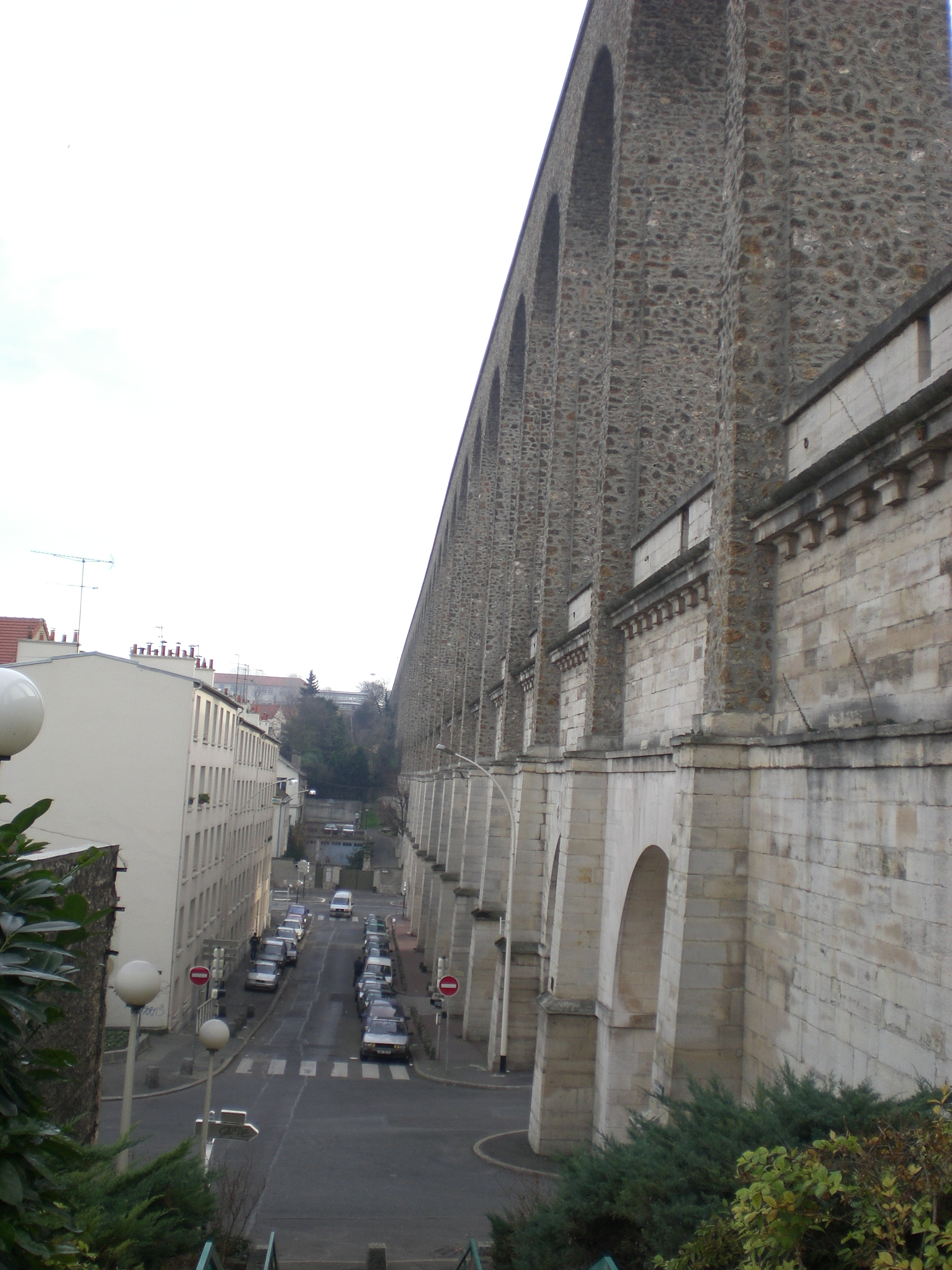
メディシスとベルグランの水道

- ガロ・ローマ時代の水道橋
- ホームガード

## 居住その他ゆかりある人物
- アドリエンヌ・ボーラン - 女性パイロット。同市出身。
- ピエール＝シモン・ラプラス - 数学者、物理学者。1806年にこの地に移住し、科学の研究会であるアルクイユ会 (Society of Arcueil) を創った。メンバーにはクロード・ルイ・ベルトレー、ジョセフ・ルイ・ゲイ＝リュサック、アレクサンダー・フォン・フンボルト、ジャン＝バティスト・ビオなどがいた。
- エリック・サティ - 作曲家。居住・埋葬の地。1920年代にサティは4人の作曲家からなるアルクイユ楽派 (fr:École d'Arcueil) の成立を宣言した。

## ギャラリー

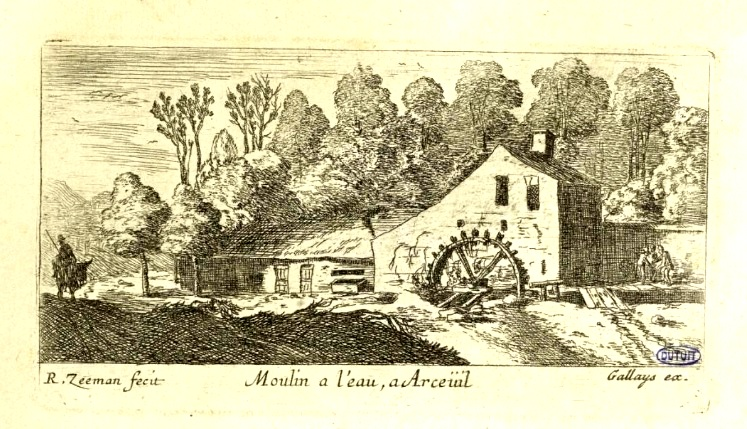
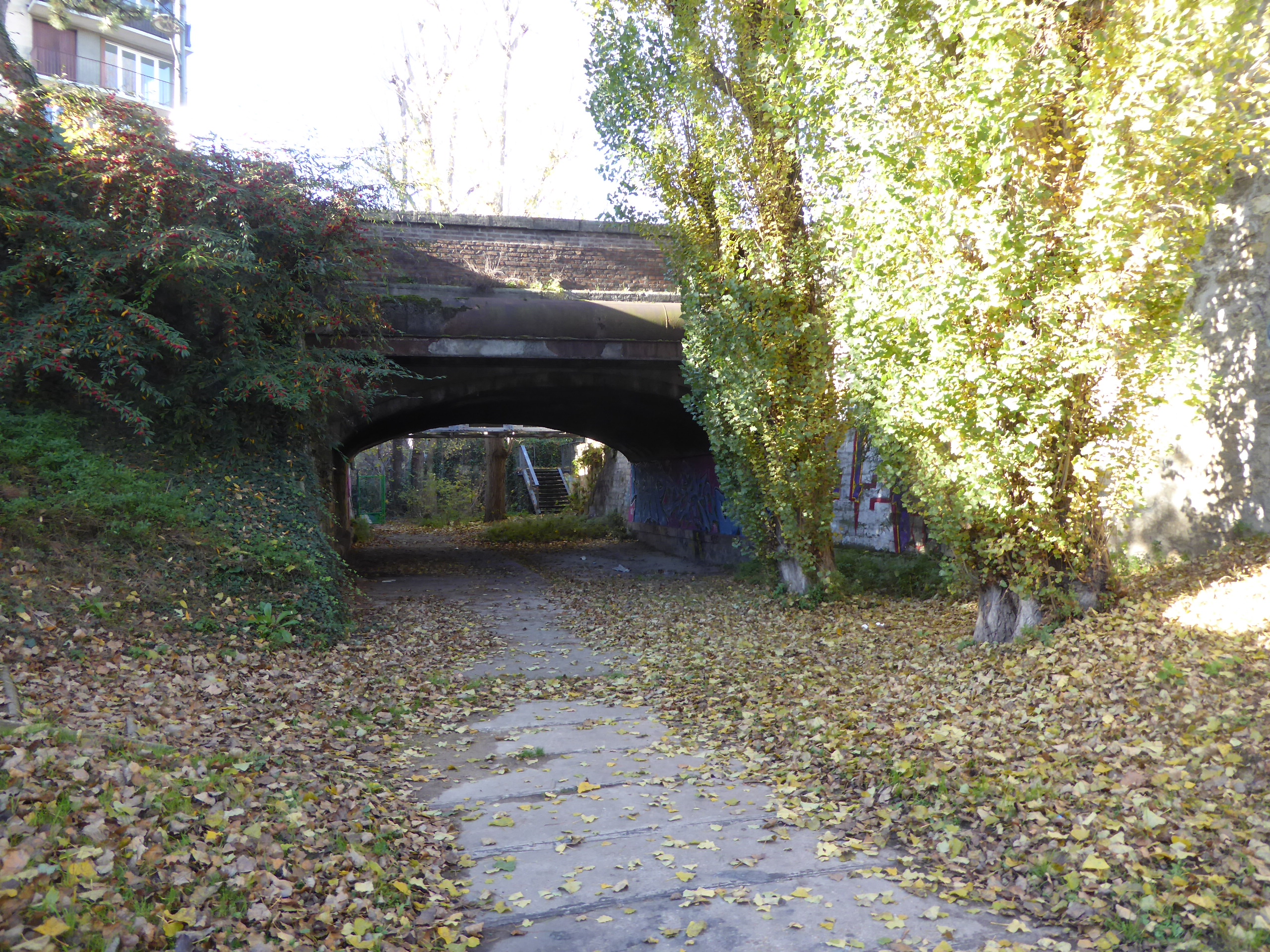
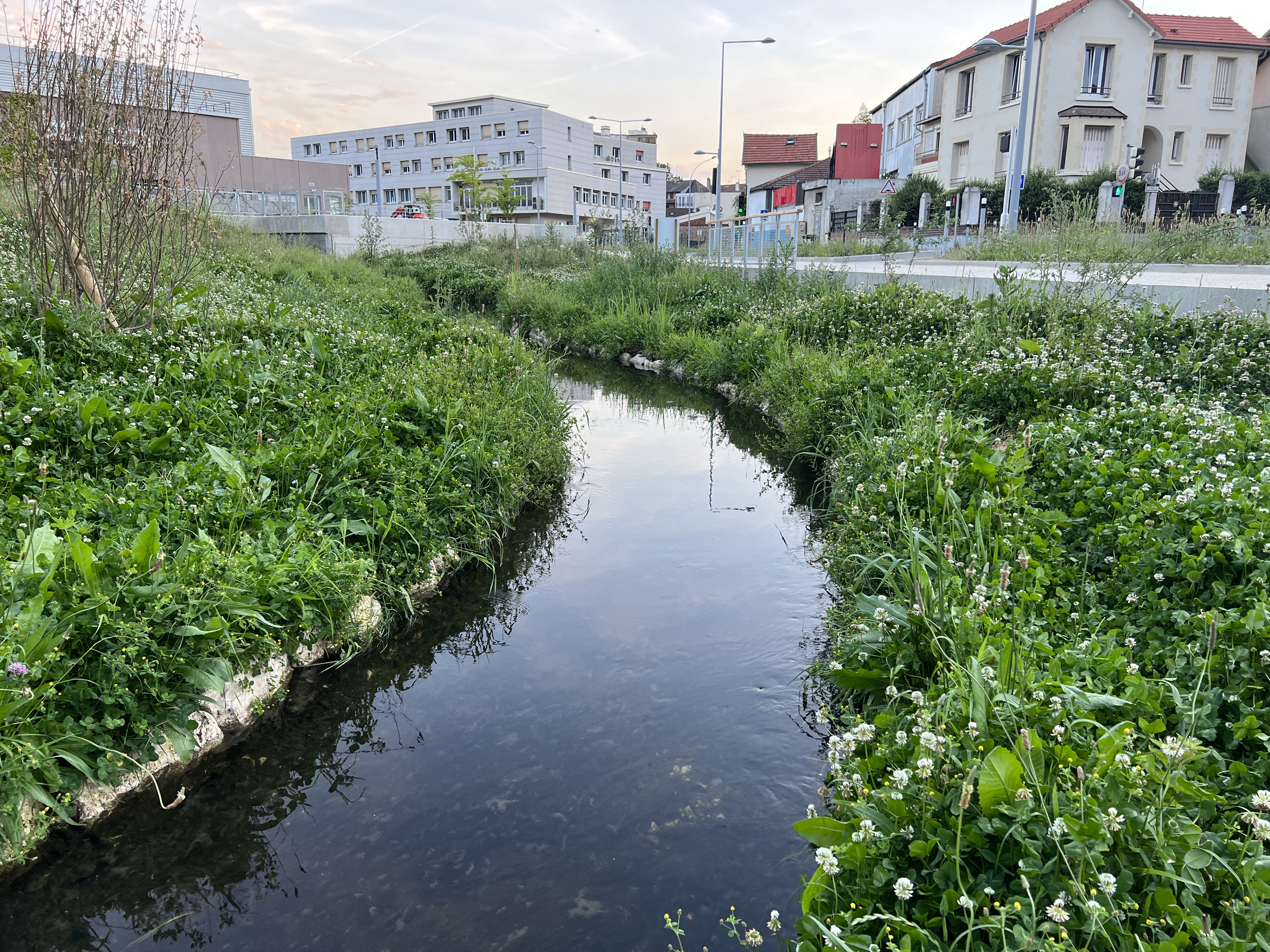
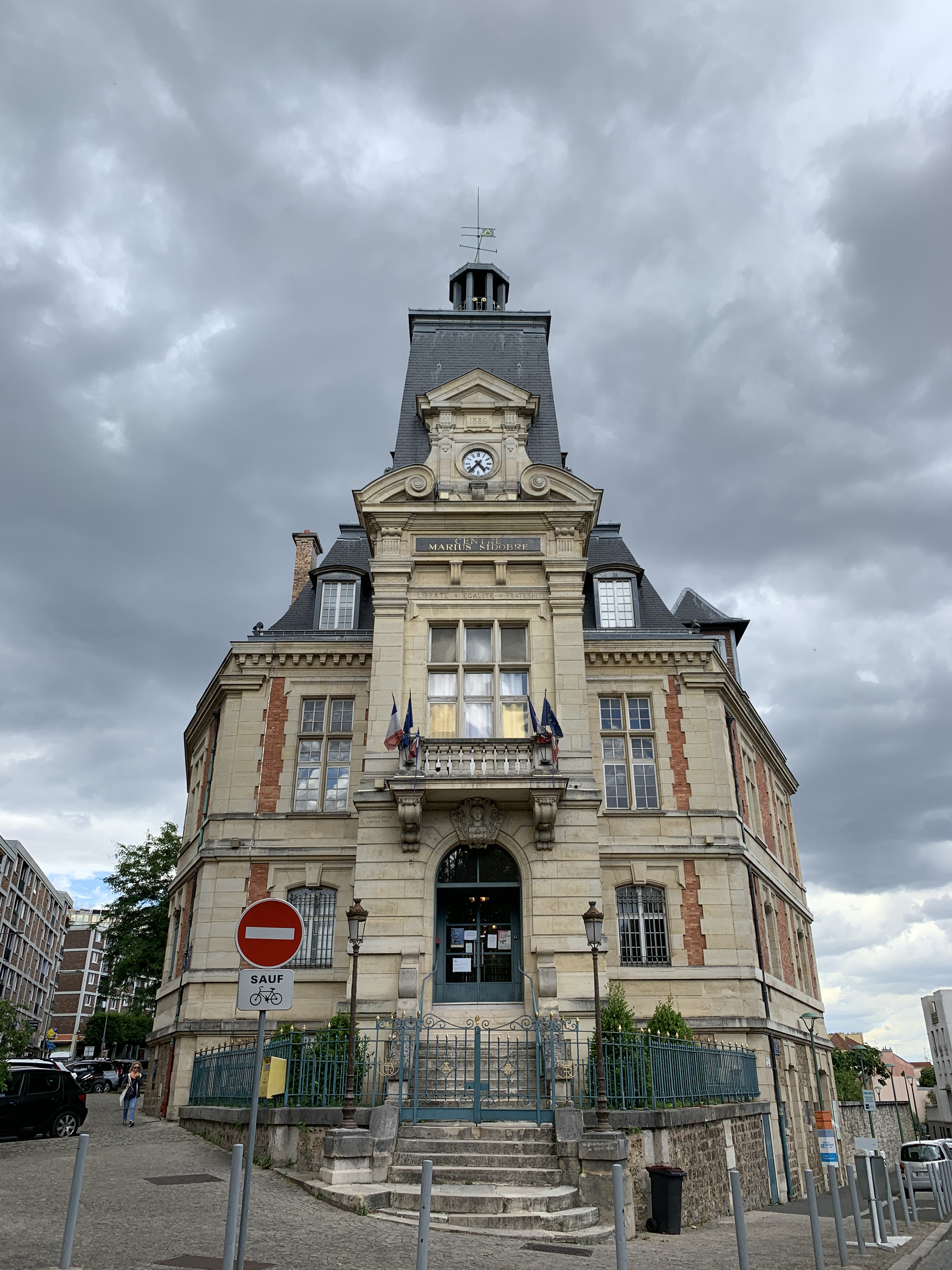
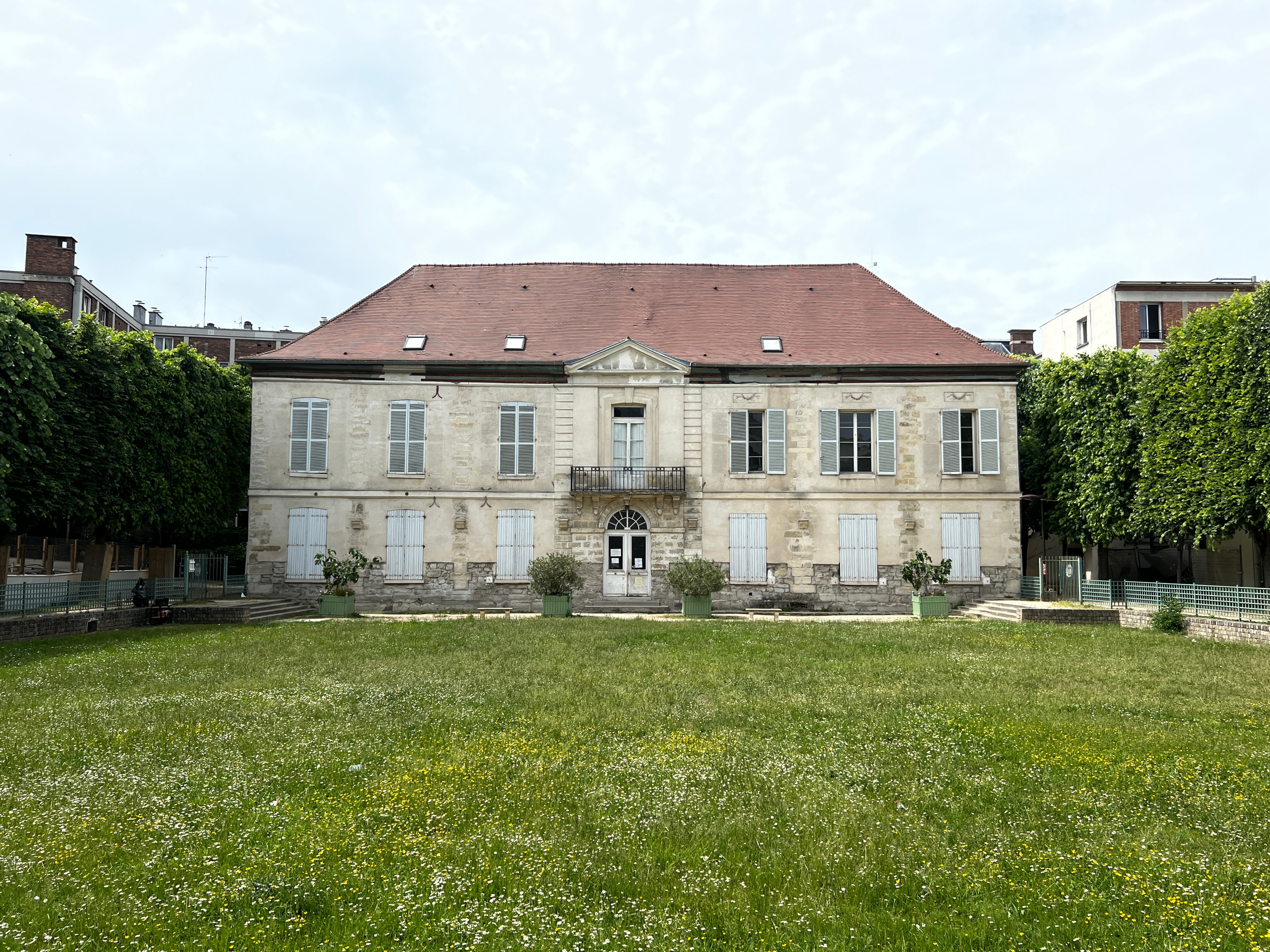